# نظام تحكم تكنولوجيا القذائف

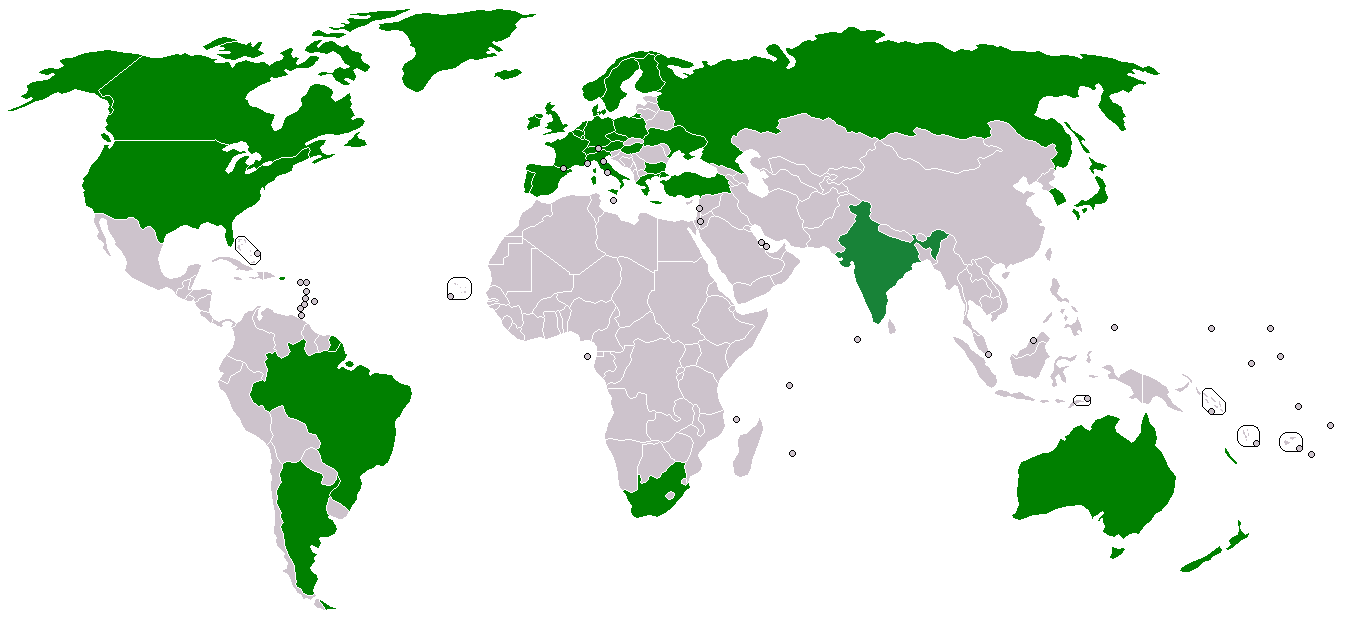

نظام تحكم تكنولوجيا القذائف (MTCR) هو شراكة طوعية وغير رسمية بين 34 دولة لمنع انتشار تقنية القذائف والمركبات الجوية بدون طيار القادرة على حمل 500كجم لمسافة تبلغ 300كم على الأقل.

## معلومات تاريخية
تم إنشاء نظام تحكم تكنولوجيا القذائف في إبريل من عام 1987 بين كل من كندا وفرنسا وألمانيا وإيطاليا واليابان وبريطانيا العظمى والولايات المتحدة. وكان الغرض من إنشائه هو كبح انتشار منظومات التسليم بدون طيار للأسلحة النووية، وبخاصة منظومات التسليم التي بإمكانها حمل 500كجم بحد أدنى لمسافة لا تقل عن 300كم.
في الاجتماع السنوي الذي عُقد في أوسلو في يوليو من عام 1992، برئاسة ستين لاندبو، تمت الموافقة على توسيع نطاق نظام تحكم تكنولوجيا القذائف ليشمل منع انتشار المركبات الجوية بدون طيار (UAVs) لجميع أسلحة الدمار الشامل. وتم تقسيم المواد المحظورة إلى فئتين وتم النص عليها في معدات نظام تحكم تكنولوجيا القذائف وبرامجه والملحق الخاص بالتكنولوجيا. نما عدد الدول الأعضاء إلى 34 دولة، إلى جانب ثلاث دول إضافية تلتزم بالمبادئ التوجيهية الخاصة بنظام تحكم تكنولوجيا القذائف من طرف واحد، ومن بين هذه الدول إسرائيل.
ومنذ إنشائ النظام، فقد نجح في المساعدة في إبطاء أو وقف عدد من برامج القذائف التسيارية، فوفقًا لرابطة الحد من الأسلحة: «تخلت الأرجنتين ومصر والعراق عن برنامج القذائف التسيارية المشترك المعروف باسم كوندور الثاني. كذلك أرجأت البرازيل وجنوب إفريقيا وتايوان برامج مركبات الإطلاق الفضائية ومركبات إطلاق القذائف واستبعدتها تمامًا. بينما دمرت بعض دول أوروبا الشرقية مثل بولندا وجمهورية تشيك القذائف التسيارية بشكل جزئي لتحسين فرصها في الانضمام إلى نظام تحكم تكنولوجيا القذائف». في أكتوبر من عام 1994، قامت الدول الأعضاء بوضع سياسة «عدم خفض السعر» بهدف إنفاذ المبادئ التوجيهية بشكل أكثر اتساقًا، وتعني هذه السياسة أنه إذا رفضت إحدى الدول الأعضاء بيع تكنولوجيا معينة لدولة أخرى فيجب على جميع الدول الأعضاء أن تلتزم بذلك. أنشأت الدول الأعضاء في نظام تحكم تكنولوجيا القذائف مدونة قواعد السلوك الدولية لمنع انتشار القذائف التسيارية، وقد أخذت هذا المدونة مبادئ النظام وبنت عليها وأتاحت العضوية فيها لكافة الدول. وبالتالي، صار هناك 117 دولة في الوقت الحالي تقوم بإنفاذ ضوابط التصدير لكبح انتشار المركبات الجوية بدون طيار.
على الرغم من أن جمهورية الصين الشعبية ليست عضوة في نظام تحكم تكنولوجيا القذائف إلا أنها وافقت على الالتزام بالمبادئ التوجيهية الأصلية لعام 1987 والملحق، ولكنها غير ملتزمة بالمراجعات التي تمت لاحقًا. وكانت الصين في البداية قد تعهدت شفهيًا بالالتزام بنظام تحكم تكنولوجيا القذائف في نوفمبر من عام 1991، وأدرجت هذه التأكيدات في رسالة بعث بها وزير خارجيتها في فبراير من العام التالي. ثم أكدت الصين تعهداتها في البيان المشترك الذي صدر بين الصين والولايات المتحدة في أكتوبر من عام 1994. وفي البيان المشترك الذي صدر في أكتوبر من عام 1997، أكدت الولايات المتحدة والصين موافقتهما على “البناء على البيان المشترك الصادر عام 1994 بشأن منع انتشار القذائف.” وفي عام 2004 تقدمت الصين بطلب للانضمام إلى نظام تحكم تكنولوجيا القذائف، ولكن الدول الأعضاء لم توافق على منح الصين عضوية في النظام بسبب مخاوفها بشأن معايير ضوابط التصدير التي تتبعها الصين.
كذلك وافقت إسرائيل ورومانيا وسلوفاكيا على الالتزام طواعيةً بقواعد التصدير الخاصة بنظام تحكم تكنولوجيا القذائف، على الرغم من أنهم ليسوا أعضاء في النظام.
ومع ذلك، فالنظام له قيوده. تواصل الهند وإيران وإسرائيل وكوريا الشمالية وباكستان التقدم في برامج القذائف الخاصة بهم. وقد قامت هذه الدول، بفضل درجات متفاوتة من المساعدات الأجنبية، بنشر قذائف تسيارية متوسطة المدى قادرة على السفر لمسافة تفوق 1000 كم وتقوم هذه الدول باستكشاف القذائف التي يبلغ مداها أكثر من هذا بكثير. وقامت إسرائيل على وجه الخصوص بنشر قذائف تسيارية عابرة للقارات وقذائف انسيابية تُطلق من البحر. كما أصبح بعض هذه الدول (الدول غير الأعضاء في نظام تحكم تكنولوجيا القذائف) بائعين وليس مجرد مشترين في سوق السلاح العالمي. على سبيل المثال، تُعتبر كوريا الشمالية المصدر الرئيسي لانتشار القذائف التسيارية في العالم اليوم. كما قامت إيران بتزويد سوريا بتكنولوجيا القذائف. كذلك فرضت الهند على نفسها اتباع سياسة عدم تصدير تكنولوجيا الأسلحة النووية. في أكتوبر 2012 أعلنت كل من كوريا الجنوبية والولايات المتحدة عن عزم الأخيرة مساعدة كوريا الجنوبية في زرع قذائف يبلغ مداها 800&nbsp;كم وطائرات بدون طيار طويلة المدى تصل حمولتها إلى 2500&nbsp;كجم; على الرغم من أن هذا قد يكون متوافقًا من الناحية الفنية مع نظام تحكم تكنولوجيا القذائف إذا صُنعت محليًا. نظرًا لكون إسرائيل غير عضوة في نظام تحكم تكنولوجيا القذائف، فلا تستطيع إسرائيل تصدير نظام الإطلاق الفضائي الخاص بها والمعروف باسم شافيت للعملاء الأجانب، على الرغم من قيام إدارة كلينتون بالسماح للشركات الأمريكية باستيراد نظام شافيت.
في عام 2002، تم استكمال نظام تحكم تكنولوجيا القذائف عن طريق مدونة قواعد السلوك الدولية لمنع انتشار القذائف التسيارية (ICOC) والتي تُعرف أيضًا باسم مدونة لاهاي لقواعد السلوك، وتدعو المدونة إلي السيطرة على انتشار أنظمة القذائف التسيارية القادرة على حمل أسلحة الدمار الشامل، وتضم المدونة 119 عضوًا، وتعمل بالتوازي مع نظام تحكم تكنولوجيا القذائف وتتميز بوجود عدد أقل من القيود المحددة وعدد أكبر من الأعضاء.

## الأعضاء
يضم نظام تحكم تكنولوجيا القذائف من بين أعضائه 34 دولة.
- الأرجنتين، 1993
- أستراليا، 1990
- النمسا، 1991
- بلجيكا، 1990
- بلغاريا، 2004
- البرازيل، 1995
- كندا، 1987
- جمهورية التشيك، 1998
- الدنمارك، 1990
- فنلندا، 1991
- فرنسا، 1987
- ألمانيا، 1987
- اليونان، 1992
- المجر، 1993
- أيسلندا، 1993
- أيرلندا، 1992
- إيطاليا، 1987
- اليابان، 1987
- لوكسمبورغ، 1990
- هولندا، 1990
- نيوزيلندا، 1991
- النرويج، 1990
- بولندا، 1997
- البرتغال، 1992
- جمهورية كوريا، 2001
- الاتحاد الروسي، 1995
- جنوب أفريقيا، 1995
- إسبانيا، 1990
- السويد، 1991
- سويسرا، 1992
- تركيا، 1997
- أوكرانيا، 1998
- المملكة المتحدة، 1987
- الولايات المتحدة الأمريكية، 1987

### أعضاء لاحقون
خلال زيارته إلى الهند في نوفمبر من عام 2010، أعلن الرئيس الأمريكي باراك أوباما عن دعم الولايات المتحدة لمساعي الهند للحصول على عضوية دائمة في مجلس الأمن التابع للأمم المتحدة وكذلك لدخول الهند في مجموعة موردي المواد النووية واتفاق واسينار وفريق أستراليا ونظام تحكم تكنولوجيا القذائف.

## وصلات خارجية
- Missile Technology Control Regime website
- Sarah Chankin-Gould & Ivan Oelrich, “Double-edged shield,” Bulletin of the Atomic Scientists, May/June 2005.